# Daiakku
Daiakku (akkádul Dayukku) valószínűleg a méd törzsszövetség egyik fejedelme, a Méd Birodalom egyik megalapozója. Asszír források beszélnek róla, és mivel Hérodotosz szerint a méd egységet egy Déiokész (Δηιόκης) nevű fejedelem hozta létre, vele azonosítják. Hérodotosz Déiokész apját és fiát is Phraortésznak nevezi. Személyével kapcsolatban minden bizonytalan, még az sem biztos, hogy ilyen nevű ember létezett. II. Sarrukín asszír király évkönyvei ugyanis arról tudósítanak, hogy egy fejedelem fogságba esett egy hadjárat alkalmával. Nem tudni azonban, hogy a feltüntetett név a fejedelem, vagy a fejedelemség neve. Sőt még csak nem is szuverén uralkodóként, hanem a šaknu jelzővel illeti, ami az akkád šakkanakku (katonai kormányzó) rövidített, asszír változata. A név etimológiai kapcsolatba hozható a Khalitu és Urartu között, a Pontoszi-hegységben található Diauekhi fejedelemség nevével is, talán Diauekhi fejedelme esett fogságba. Ez esetben Daiakkunak semmi köze a médekhez és a Diokész görög névhez, mivel Diauehi Urartu északnyugati határán, Mada pedig a délkeletin állt.
Daiakku idején Média több tucat fejedelemség laza törzsszövetsége volt, amelynek egysége csak akkor mutatkozott meg, amikor külső fenyegetés érte az iráni térséget. A fejedelemségeket vezető törzsfők egyike, vagy a törzsszövetség élére álló terület neve volt Daiakku. Az bizonyos, hogy Asszíria Daiakku fogságba ejtését követően majdnem a teljes méd szállásterületet elfoglalta és adót szedett. Ebből a térségből Asszíriának leginkább lovakra volt szüksége. Asszíria azonban nem birtokolhatta sokáig a főleg nomád és félnomád állattenyésztő népességű iráni vidéket. I. e. 673 körül nagy felkelés robbant ki Médiában, amelyet a szkíták és kimmerek is támogattak. Ezt a felkelést már Khsathrita vezette, akit Déiokész Hérodotosz által említett Phraortész nevű fiával azonosítanak. Hérodotosz szerint 53 évig uralkodott, de ez az adat inkább bizonytalanságot okoz a kor történetében, mint segítség lenne, mivel így nagyon nehéz elhelyezni az időben az asszír és babiloni források által említett Khavakhsatrát.